# Ballestero
El ballestero era antiguamente un portero que estaba en palacio y en los tribunales y que luego quedó en los ayuntamientos con el nombre de macero. 
Posteriormente, el término se aplicó a aquellos que por oficio cuidaban de las escopetas y demás armas de las personas de la familia real asistiendo a éstas constantemente cuando estaban de caza. Trae su origen el nombre del uso que en el pasado hacían de la ballesta los príncipes y reyes en este tipo de diversiones. 

## Tipos de ballestero
- Ballestero de corte. El portero del rey y de su consejo.
- Ballestero mayor. Oficio antiguo de la casa real de Castilla.
- Ballestero de maza. Soldado de una guardia antigua de los reyes de Castilla.